# Patriot (personaggio)
Patriot, il cui vero nome è Elijah "Eli" Bradley, è un personaggio dei fumetti creato da Allan Heinberg (testi) e Jim Cheung (disegni) nel 2005, pubblicato dalla Marvel Comics. La sua prima apparizione avviene in Young Avengers n. 1, fa parte dei Giovani Vendicatori.
In precedenza il nome Patriota (The Patriot) era già stato usato da un personaggio della Golden Age, Jeffrey Mace e i personaggi moderni Eli Bradley e Rayshaun Lucas, pubblicato dalla Timely Comics (futura Marvel): Jeffrey Mace, che ha anche indossato brevemente i panni di Capitan America. Per l'edizione italiana di alcune apparizioni (in particolare l'ultima) di questo personaggio si è scelto di tradurre il nome, mentre nel caso del Giovane Vendicatore si è preferito lasciarlo in originale anche nell'edizione italiana, presumibilmente per evitare omonimia tra i due personaggi.

## Biografia del personaggio
Elijah era cresciuto domandandosi se suo nonno, Isaiah Bradley, (che fu la prima persona a cui l'esercito somministrò il siero del super soldato, prima di sperimentarlo su Steve Rogers) fosse realmente stato il Capitan America nero, che agì brevemente durante la seconda guerra.
L'esistenza di questo eroe è per lo più sconosciuta, non fu ufficialmente riconosciuta dalle autorità, per cui non ricevette tutti gli onori dedicati poi al vero Cap, e forse proprio per questo motivo prova inizialmente dell'astio verso Steve Rogers.
I suoi genitori si trasferirono per lavoro, e lasciarono Elijah dai nonni, a New York, per terminare gli studi.
Venne reclutato da Iron Lad (che in realtà cercava suo zio Joshua, deceduto anni prima, che aveva ereditato nel proprio sangue il siero del super soldato) nei Giovani Vendicatori.
Elijah era un ragazzo normalissimo, privo di qualità super umane, ma desiderava tanto poter essere un supereroe come suo nonno, per questo motivo iniziò a far uso di una droga creata dal DNA mutante che dava temporaneamente dei superpoteri alle persone normali, (che si procurava confiscandola agli spacciatori che fermava) e mentì a Cap, dicendogli che doveva la sua abilità al siero del super soldato, avuto tramite una trasfusione col sangue del nonno.
Dopo aver affrontato Kang, in uno scontro con Mister Hyde Eliah venne scoperto e rinunciò a essere Patriot. Ma quando Hulkling venne rapito dai Kree si riunì alla squadra e affrontò sia i Kree che gli Skrull assieme ai Nuovi Vendicatori.
Eliah venne colpito da un raggio destinato a Cap e venne portato da Sentry in ospedale, dove si salvò tramite una trasfusione di sangue di suo nonno (proprio come nella menzogna da lui detta tempo prima), e così ottenne le capacità di un super soldato.
Leader alle prime armi e certamente non carismatico come la sua amica e collega Kate Bishop, ma sempre pronto a guidare la squadra all'urlo di: «Vendicatori uniti!».

### Civil War
Durante Civil War si schiera contro la registrazione superumana, ed è dei primissimi supereroi a venir arrestato. Combatte per la fazione dei ribelli per tutta la durata del conflitto, e anche dopo la resa di Capitan America, al pari dei Nuovi Vendicatori, continua ad operare in clandestinità, rifiutando la registrazione.
Fu grazie all'incontro con lui e con Kate Bishop che Clint Barton, l'ex arciere dei Vendicatori noto come Occhio di Falco, rifiutò la proposta di Tony Stark di divenire il nuovo Capitan America.

### Secret Invasion
Eli, insieme ai agli altri Giovani Vendicatori, ha respinto la prima ondata di Skrull nel cuore di New York. In seguito si è unito alla squadra anti-skrull capeggiata da Nick Fury.

### La crociata dei bambini
Durante questa saga, Eli e il resto dei giovani vendicatori affronteranno I figli del serpente, un gruppo terrorista che cerca di affermare la supremazia dei bianchi. In seguito, si unirà di malavoglia al gruppo nella ricerca di Scarlet, madre "spirituale" di Wiccan. La sua riluttanza nel collaborare con Magneto, ex terrorista mutante e nonno di Wiccan, lo porteranno a scontrarsi con la quasi-fidanzata Kate, a capo del gruppo per quella missione. Le cose peggioreranno quando all'alleanza si unirà anche il dottor Destino. Diffidando delle sue intenzioni, Patriot cercherà di spezzare l'incantesimo messo in atto da Wiccan, Scarlet e Destino colpendo con una freccia il leader di Latveria, finendo per colpire per sbaglio Scarlet. Il potere della forza vitale di Scarlet si trasferirà allora a Destino, cosa che le renderà impossibile restituire i poteri ai mutanti come aveva intenzione di fare. Destino ucciderà poi Cassie, la cui morte porterà Iron Lad ad impazzire e uccidere Visione. Eli, insieme a Wiccan e Kate, si riterrà responsabile del disastro, e i tre abbandoneranno il gruppo, sciogliendo di fatto i "Giovani Vendicatori". In seguito i Vendicatori li convocheranno per porgere insieme un tributo alle statue di Cassie e Visione, aggiunte all'originale di Ant-man (tornato in vita nel corso della saga) nel giardino del palazzo dei Vendicatori, ma saranno solo Wiccan, Occhio di Falco (Kate), Speed e Hulking a rispondere alla chiamata, mentre Eli resterà assente.

## Poteri e abilità
- Scudo indistruttibile quanto quello di Capitan America preso in un ripiegamento temporale;
- Capacità fisiche sovrumane pari a un supersoldato.